# Leitha
Die Leitha (ungarisch Lajta; altungarisch Sárvíz oder Sár) ist ein 180 Kilometer langer Nebenfluss der Donau in Niederösterreich, dem Burgenland und Ungarn. Sie entsteht durch den Zusammenfluss von Schwarza und Pitten im Gemeindegebiet von Lanzenkirchen. Die Leitha mündet bei Mosonmagyaróvár westlich der Insel Szigetköz (Kleine Schütt) in die Kleine Donau (Mosoni-Duna).

## Das Flussregime
Über weite Strecken liegt das Flussbett trocken.
Zum einen wird bereits seinem Quellfluss Schwarza viel Wasser entnommen. Aus deren Einzugsgebiet, dem Karstwasserreservoir von Schneeberg, Rax und Schneealpe, wird die I. Wiener Hochquellenwasserleitung gespeist, die von Kaiserbrunn entlang der Thermenlinie durch natürliches Gefälle bis Wien führt und täglich rund 220.000 m³ Wasser in die Hauptstadt leitet.
Zum anderen werden von Schwarza und Leitha einige Kanäle abgeleitet. Bei Peisching (Stadtgemeinde Neunkirchen) zweigt der Kehrbach von der Schwarza ab und führt (schon seit dem 12. Jahrhundert) nach Wiener Neustadt. Das eigentliche Flussbett der Schwarza liegt ab hier normalerweise (Ausnahme: Hochwasser) trocken. Nach der Vereinigung von Schwarza und der Pitten zur Leitha bei Haderswörth – die Leitha wird hier zumeist bloß aus dem Wasser der Pitten gespeist – zweigt in Katzelsdorf der Mühlbach ab. Das Flussbett der Leitha bleibt ab da üblicherweise wieder – mit Ausnahme von Hochwassersituationen – trocken bis in den Raum Zillingdorf-Eggendorf-Ebenfurth.
Im Raum Ebenfurth-Haschendorf keilt der Schotterkörper des Steinfeldes aus. Zwischen Eggendorf und Haschendorf entspringt die (Kalte) Fischa (oder „Dagnitz“), östlich davon füllt sich das Flussbett der Leitha in Ebenfurth wieder mit Wasser.
Das zuvor ab Peisching durch Kehrbach und Mühlbach entnommene Wasser kommt zirka 20 km nördlich von Wiener Neustadt auf folgendem Weg zum Großteil (außer einer Einspeisung in den Wiener Neustädter Kanal) wieder in das Flusssystem der Leitha zurück: Der Mühlbach mündet im Park der Wiener Neustädter Militärakademie in den Kehrbach. Dieser speist nördlich davon noch den Wiener Neustädter Kanal. Der „Rest“-Kehrbach wird am nordöstlichen Stadtrand Wiener Neustadts (gegen Lichtenwörth hin) in die aus Bad Fischau kommende Warme Fischa geleitet. Die Warme Fischa mündet rund 20 km weiter nördlich bei Wampersdorf (Gemeinde Pottendorf) in die Leitha.
Bei der „Kotzen-Mühle“ zwischen Seibersdorf und Hof am Leithagebirge wird der Großteil des Wassers zur Energiegewinnung in Kanäle (früher für Spinnereien, heute für Kleinkraftwerke) abgeleitet. Auch ab hier ist die Leitha meist nur noch bei Hochwasser Wasser führend. Nach Passieren der „Brucker Pforte“ und des „Heidebodens“ erreicht sie bei Nickelsdorf ungarisches Gebiet und mündet bei Mosonmagyaróvár in die Moson-Donau. Die bedeutendsten Städte an ihrem Verlauf sind Wiener Neustadt, Bruck an der Leitha und Mosonmagyaróvár.

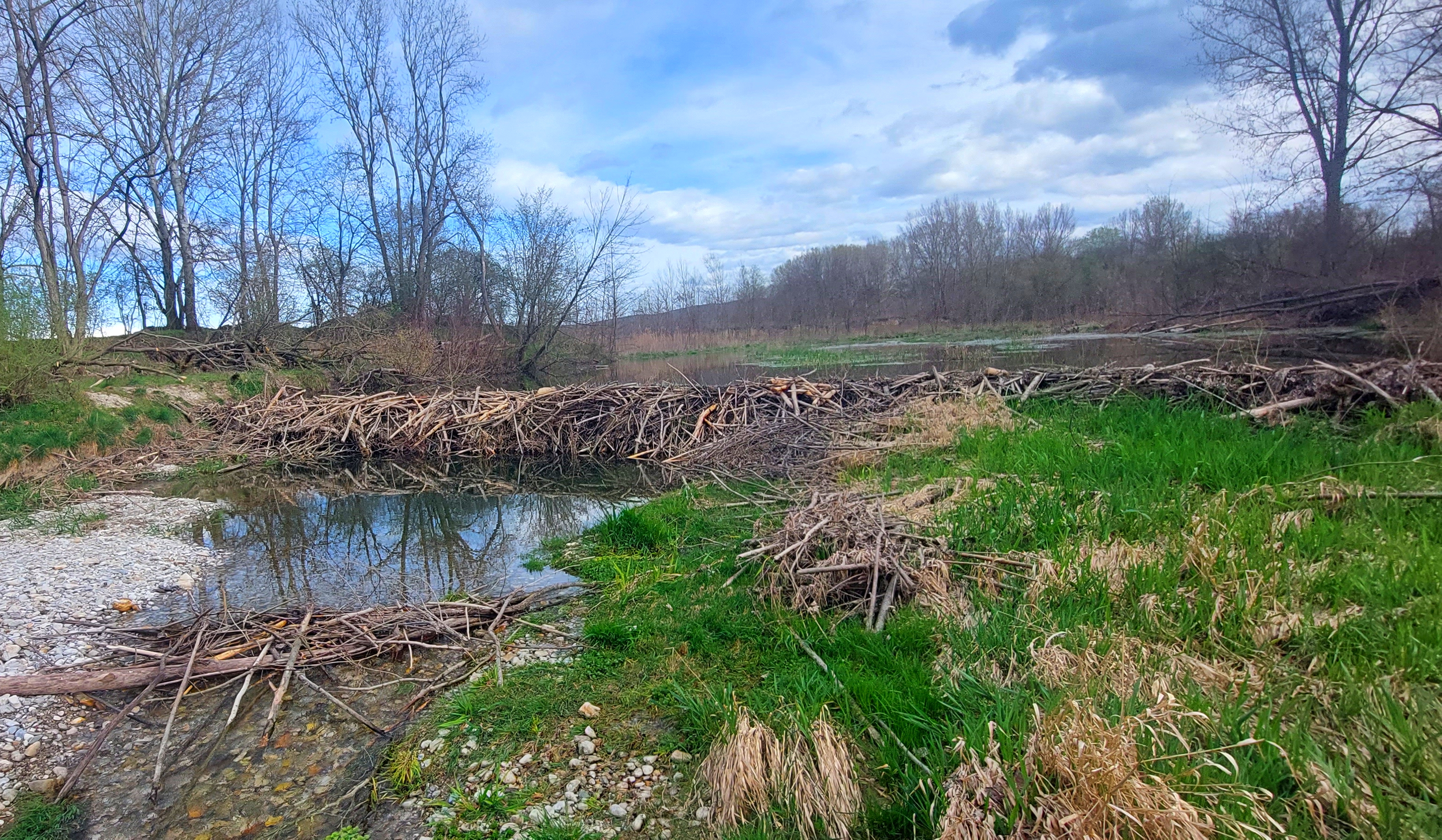
Vom Biber errichteter Damm in der Leitha. Man erkennt deutlich den schmalen Flusslauf nach dem Biberdamm im Vergleich zu dem breiten Flachwasserbereich dahinter der einen Retentionsraum bildet

Zwischen Katzelsdorf und Leithaprodersdorf bildet die Leitha streckenweise die Grenze zwischen Niederösterreich und dem Burgenland, weiters bildet sie die Grenze zwischen diesen beiden Bundesländern ab Bruck an der Leitha bis Höhe Gattendorf. Bis November 1921 (Anschluss des Burgenlandes an Österreich) bildete die Leitha auf weiten Strecken die Grenze zwischen Österreich und Ungarn, wobei nach der Auflösung der Habsburgermonarchie und der staatlichen Trennung ein reger Schmuggel über den Fluss erfolgte.
Flussaufwärts von Wimpassing an der Leitha hat sich der Biber wieder angesiedelt, renaturiert das Flussbett und schafft eine dauerhafte Wasserfläche durch Bau eines Dammes mit dem verbundenen Aufstau der Leitha.

## Der Name „Leitha“
Am 4. März 833 wird in einer Urkunde König Ludwigs des Deutschen (ein Enkel Kaiser Karls des Großen) die Lithaha, gelegen in der Awarenprovinz, erwähnt. Damit ist der Name dieses gar nicht so großen, doch als Grenzfluss ungemein wichtigen Gewässers deutlich älter als die Ortsnamen entlang seiner Ufer. In der um 985 angefertigten Langfassung der Confirmatio Ludovici Pii findet man die Schreibweise Litaha.
Zur Herkunft des Namens „Leitha“ gibt es mehrere Theorien. Einigkeit besteht aber, dass das althochdeutsche Lîtaha die Basis des heutigen Namens gewesen sein muss, doch über dessen Bedeutung gibt es unterschiedliche Ansichten. Eine einfache Erklärung wäre: Das Suffix -aha bedeutet „fließendes Gewässer“ (vgl. „Ache“ für Fluss im Westen Österreichs und in Bayern), das althochdeutsch-bayerische lît beziehungsweise lîtte „Bergabhang, Halde“ (vgl. Leite, dialektal heute Leiten). Die Leitha wäre demnach „das entlang eines Hanges fließende Gewässer“.
Elisabeth Schuster vermutet einen voreinzelsprachlichen Gewässernamen, der zur indogermanischen Wurzel loidh („schleimig, glitschig“) erweitert und von den Römern zu Laidawa (Ledawa) umgeformt worden sei. Die Weiterentwicklung zu Lîtaha könnte aus langobardischer Zeit stammen. Die Deutung der Leitha als glitschiger Fluss, besser vielleicht als „die Lehmige“, vermutet auch Walter Steinhauser, der Lîtaha als aus dem Pannonischen oder Illyrischen stammend vermutet. Heute wird die Leitha in Ungarn zwar ähnlich dem Deutschen Lajta genannt, ihr früherer Name war aber Sárviz („Kotwasser“) oder nur Sár, was somit einer Übersetzung von Lîtaha beziehungsweise Laidawa entspräche.

## Die Leitha als historische Grenze

### Magyarisch-österreichische Grenze im Mittelalter
Ende des 9. Jahrhunderts drangen Magyaren aus dem Osten kommend in die pannonische Tiefebene ein. Sie wichen – von Turkvölkern auf der Krim und in der heutigen Ukraine sowie von Russen bedrängt – nach Westen aus. Ende des 9. Jahrhunderts erfolgte die endgültige Landnahme in Pannonien. Nach der Schlacht auf dem Lechfeld im August 955 fanden die Vorstöße der Magyaren nach Westen ein Ende, sie blieben in der Pannonischen Tiefebene sesshaft.
Das Heilige Römische Reich unternahm danach eine Gegenoffensive, um verlorengegangene Gebiete wieder zurückzugewinnen. 991 besiegte Herzog Heinrich II. von Bayern die Ungarn, die deutsche (Wieder-)Besiedlung überschritt den Wienerwaldgürtel. Um 1000 hatte man wahrscheinlich schon die Leitha erreicht. Damit bildet sich Ostarrîchi, die Marcha orientalis, als Grenzmark. Südlich davon wurde eine Mark, die Karantanische Mark (die heutige Steiermark) als Vorposten des von Bayern abgetrennten Herzogtums Kärnten eingerichtet. Hier im südlichen Niederösterreich und im nahezu gesamten Burgenland entstand zwischen diesen Herrschaftsgebieten ein breiter, schlecht durchdringbarer Grenzstreifen, ein Niemandsland, das die Ungarn Gyepű nannten.
Im 12. Jahrhundert konsolidierten sich sowohl die Herrschaften der Babenberger in Österreich, die zusätzlich noch die Steiermark durch Erbe erwarben, und die Herrschaft der ungarischen Könige. Man ging zum Bau von Befestigungen beiderseits der Grenzen über. Auf österreichisch-steirischer Seite entstanden so in Leithanähe Wiener Neustadt, Bruck an der Leitha und Hainburg als befestigte Städte. An dieser Befestigungslinie kam es immer wieder zu größeren und kleineren Grenzfehden und Scharmützeln zwischen den Österreichern und den Ungarn.
Besondere Bedeutung erhielten die Auseinandersetzungen des Jahres 1246 zwischen dem Babenbergerherzog Friedrich II. (dem „Streitbaren“) und dem ungarischen König Béla IV. Im Juni kam es zu einer folgenschweren Schlacht. Der genaue Ort ist unbekannt.
Bei mehreren Grenzregelungen im Spätmittelalter wurde stets auf den Fluss Bezug genommen. Ein wichtiges Dokument dazu liegt aus dem Jahr 1411 vor: König Sigismund dekretiert im Oktober 1411, dass die Leitha die Grenze bleiben sollte: „… Item daz die leytta das gemerk sin soll, … vnd wo die gemerke von der leyta geent, vnd von alter her gegangen sind, daz es ouch by denselben gemerken fusbasz bliben sol … also daz die leyta ye by irem alten gang blibe.“ Die Leitha blieb somit Grenze etwa von Katzelsdorf bis Nickelsdorf. Ausgangs des Mittelalters kamen allerdings fünf Orte nach Österreich: Im Raum Wiener Neustadt war das Zillingdorf, im Bereich von Bruck an der Leitha waren es Au, Hof, Mannersdorf und Sommerein – vier Dörfer der ehemaligen Herrschaft Scharfeneck. Dort wurde die Grenze vom Fluss nach Süden zum Kamm des Leithagebirges verlegt. Die Ungarn protestierten gegen diese Grenzänderungen bis zum Ende der Habsburgermonarchie.

### Cisleithanien und Transleithanien

Karte der Leitha mit der Abgrenzung von Cis- und Transleithanien (farbig) sowie den heutigen Grenzen (schwarz)

Historische Bedeutung erlangte der Name des sonst eher unbedeutenden Flusses durch die Begriffe Cisleithanien und Transleithanien. Cisleithanien war nach dem Österreichisch-Ungarischen Ausgleich im Jahr 1867 die umgangssprachliche Bezeichnung für den nicht zu Ungarn gehörenden Teil der Monarchie. Dieser Teil wurde lediglich von 1916 bis 1918 als Österreich bezeichnet. Vor 1916 verwies der böhmische Landtag auf die Tatsache, dass das Königreich Böhmen keine Untermenge der österreichischen Erblande sei, man sich also mit dieser diskriminierenden Bezeichnung nicht abfinden könne. Daraufhin wurden die nicht zu Ungarn gehörenden Teile der Monarchie als „die im Reichsrat vertretenen Königreiche und Länder“ bezeichnet. Da sich diese Bezeichnung nicht für den normalen Sprachgebrauch eignete, nahm man die Leitha als keineswegs exakte, aber aus Wiener Perspektive brauchbare Trennlinie. Der analoge Begriff „Transleithanien“ wurde kaum verwendet, man wählte die Bezeichnung Ungarn.

## Querungen
- Lanzenkirchen
- L148, Kleinwolkersdorf und Frohsdorf
- Katzelsdorf
- Mattersburger Bahn, Katzelsdorf
- Mattersburger Schnellstraße S4, Wiener Neustadt
- Pöttschinger Straße B53, Wiener Neustadt und Neudörfl
- L4089, Lichtenwörth
- Eggendorf und Zillingdorf
- L159 bzw. L322, Ebenfurth und Neufeld an der Leitha
- L157, Landegg
- Südost Autobahn A3, Pottendorf und Hornstein
- Ödenburger Straße B16, Wampersdorf und Wimpassing an der Leitha
- L168 bzw. L213, Deutsch-Brodersdorf und Leithaprodersdorf
- L155, Seibersdorf
- L161, Wasenbruck
- Mannersdorfer Straße B15, Götzendorf an der Leitha und Sandberg
- L2001, Trautmannsdorf an der Leitha und Sommerein
- Sarasdorf (Leithakanal)
- L311, Wilfleinsdorf und Königshof
- Ostbahn, Bruck an der Leitha und Bruckneudorf (Leithakanal)
- Bruck an der Leitha und Bruckneudorf (Leithakanal)
- Bruckneudorf
- Budapester Straße B10, Bruck an der Leitha und Bruckneudorf (Leithakanal)
- Ostbahn, Bruckneudorf
- Budapester Straße B10, Bruckneudorf
- Ost Autobahn A4, Bruck an der Leitha und Bruckneudorf
- Pachfurth
- Gerhaus
- Rohrau
- Hollern
- L167 bzw. L301, Deutsch-Haslau und Potzneusiedl
- Nordost Autobahn A6, Potzneusiedl und Prellenkirchen
- Burgenland Straße B50, Gattendorf
- L203, Zurndorf

## Internationaler Hochwasserschutz
Da die Leitha vor allem in Ungarn, aber auch in Österreich immer wieder Hochwasser führt, übernahm im Jahr 2010 das Land Niederösterreich die Führung, um mit den Ländern Österreich, Tschechien, Slowakei und Ungarn die gemeinsamen Flussgebiete, zu denen auch die Leitha gehört, im Rahmen des Projektes CEframe (Central European Flood Risk Assessment and Management in CENTROPE) Grundlagen für ein zukünftiges Hochwassermanagement zu erarbeiten.